# Nacon
Nacon est une entreprise française, filiale autonome de BigBen Interactive spécialisée dans les périphériques gaming, mais également sur l'édition des jeux du groupe. Son siège social est situé à Lesquin.

## Filiales
Nacon achète le studio belge Neopica en octobre 2020.
Nacon fait l'acquisition de Big Ant Studios en janvier 2021,.
L'entreprise rachète le studio lyonnais Passtech Games en avril 2021.
Nacon fait l'acquisition de Crea-ture Studios en aout 2021, connu pour le jeu de skateboard Session.
Nacon fait l'acquisition de Ishtar Games en octobre 2021.
Nacon fait l'acquisition de Midgar Studio le 7 février 2022, spécialisé dans les J-RPG.
Le 16 février 2022, Nacon rachète le studio allemand Daedalic Entertainment pour 53 millions d'euros ce qui en fait l'acquisition la plus importante de l'éditeur dans son histoire. Nacon avait précédemment noué un partenariat avec le studio pour la sortie du jeu Le Seigneur des anneaux : Gollum, prévue en 2022.

## Controverse

### Contentieux avec Frogwares
En 2021, la presse spécialisée se fait écho d'un conflit entre Nacon et le studio ukrainien Frogwares autour de la distribution du jeu The Sinking City. Le studio accuse l'éditeur d'avoir « piraté » son jeu pour pouvoir le mettre en vente sans leur consentement.
Frogwares et Nacon parviennent finalement à trouver un accord à l'amiable, stipulant que le studio ukrainien récupère tous les droits (y compris l'édition du jeu). Le contenu précis de l'accord n'est pas publiquement dévoilé, mais Frogwares annonce dans le même temps un DLC intitulé Merciful Madness.

### Mouvements de grève dans les studios
Dans les années 2020, deux filiales de Nacon font l'objet de mouvements de grèves : Kylotonn en 2023 et 2024, et Spiders en 2024. Dans les deux cas, la maison-mère est interpellée par les salariés des studios.